# Salgó vára
Salgóbánya kicsiny településének közelében, a Medves-fennsík 625 méter magas vulkáni csúcsát koronázza meg Salgó vára.

## Története
A várat a 13. században a környéket uraló Kacsics nemzetség Simon bán ágának tagjai építtették az 1241–1242-es tatárjárás utáni időszakban.
1348-ban egy oklevél már említette Salgó várát, melynek közelében feküdt a község.
1411-ben a Szécsényiek kezén volt, akik ekkor megosztották örökségüket egymás között, így jutott a vár Salgó Simon-nak.
A 14. század elején földesurai kénytelenek voltak meghódolni Csák Máté nagyúr előtt, de annak halála után még időben átálltak – a szétszaggatott országot egyesítő – Károly Róbert király táborába, így megtarthatták váruradalmukat. A nemes család általában a völgybeli jobbágyfalvaikban emelt kúriákban élt, csak háborús veszély esetén keresett menedéket a várban.
1450-től kezdve tíz esztendeig cseh husziták tartották megszállva Salgót, mígnem Mátyás király serege ostrommal kiverte őket.
Tarján helység az egész középkorban a salgói vár sorsában osztozott és vámhely is volt.
1439-ben említés van Salgó községről is, amely közvetlenül Salgó vára alatt, a későbbi Salgó-puszta helyén feküdt.
1548-ban Bebek Ferenc volt a földesura, 1552-ben a vár Derencsényi Farkas kezében volt.
I. Ferdinánd király e várba záratta be Bebek Ferencet lefogatása után, miután bebizonyosodott arról, hogy hamis pénzt veretett.

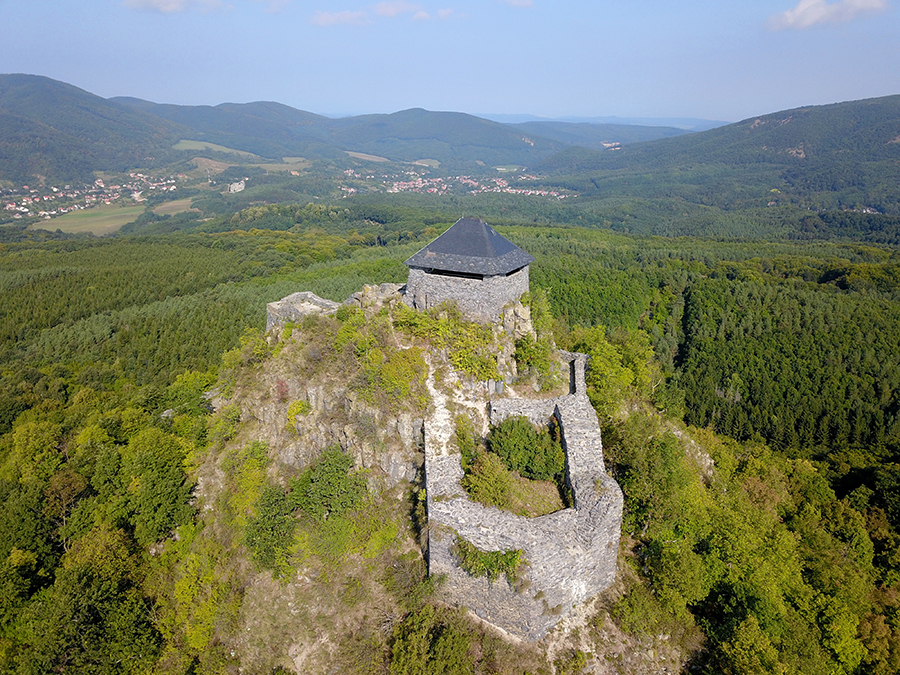
Salgóvár - légi fotó

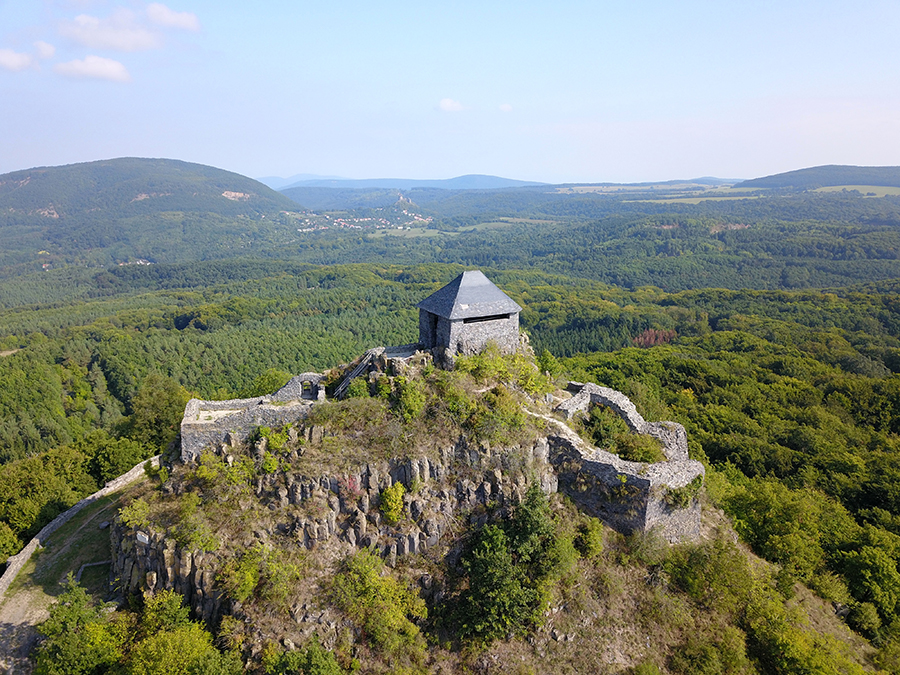
Salgóvár - légi felvétel

A 16. század közepére már ezt a vidéket is fenyegette az ország középső területeit elfoglaló törökök, ezért a vár ura, Derencsényi Farkas igyekezett megerősíteni. Ekkoriban létesítették a nagyméretű, vastag falú ágyútornyot a kapu védelmére, az erős falak azonban nem védtek a „nyúlszívű” őrség ellen. 1554-ben a vár kapitánya Zagyva Ferenc volt, és egy őszi nap reggelén meglátták a szomszédos hegytetőről feléjük irányuló óriási ágyú körvonalait. Már jött is hozzájuk a törökök követe, hírül hozva, hogy Kara Hamza szécsényi bég hatalmas ágyújával szétlöveti a várat, hacsak fel nem adják, mert akkor szabad elvonulást biztosít nekik. A megriadt védők az első szóra feladták a várat, majd elhűlve látták, hogy az a bizonyos ágyú egy kerekekre rakott vastag fatörzs volt mindössze. A „furfangos pogány" így jutott Salgó várának birtokába, amit meg is tartottak egészen 1593-ig, amikor a királyi sereg vonult fel ellene. Először bezárkóztak a falai mögé, de miután az ostromtüzérség fejükre döntötte a lakótornyot, kénytelenek voltak feladni az ellenállást, ekkor Tiefenbach Kristóf és Pálffy Miklós visszafoglalták a törököktől.
A bevonuló győztes katonaság a maradék védőműveket is megsemmisítette, így a következő évszázadokban egyre jobban koptatta az idő vasfoga.
A török hódoltság után gróf Volkra Ottó Kristóf birtokába került, aki utód nélkül halt meg, majd a 18. század elején, báró Szluha Ferenc szerezte meg.
Az 1980-as években megkezdett régészeti feltárás és helyreállítás mentette meg a megsemmisüléstől.

## Leírása
A fennmaradt várfal maradványokból következtetve a kutatók szerint a vár eredetileg három részre oszlott. A felső vár a kiemelkedő szikla tetején állt. A hosszan elnyúló középső vár körülvette a felső várat is. Az alsó vár helyét mára már csak az északnyugati oldalon fennmaradt néhány falmaradvány jelzi.
A vár romjairól pompás kilátás nyílik a Medves-fennsíkon túl a Karancs hegyvidékére. Tiszta időben dél felé a Mátra vonulatai, északi irányban pedig akár a Magas-Tátra csúcsai is felismerhetők.

## Képgaléria

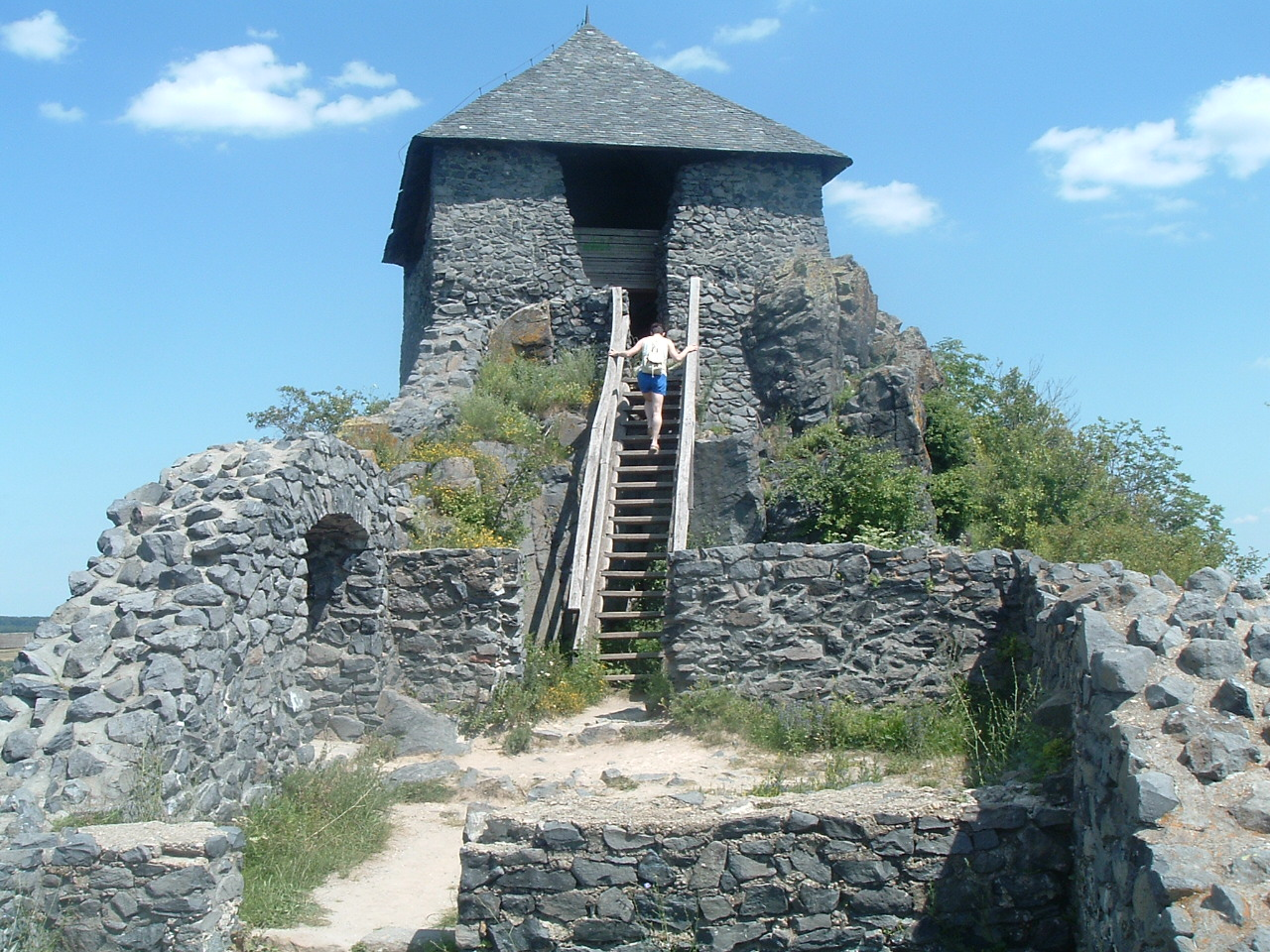
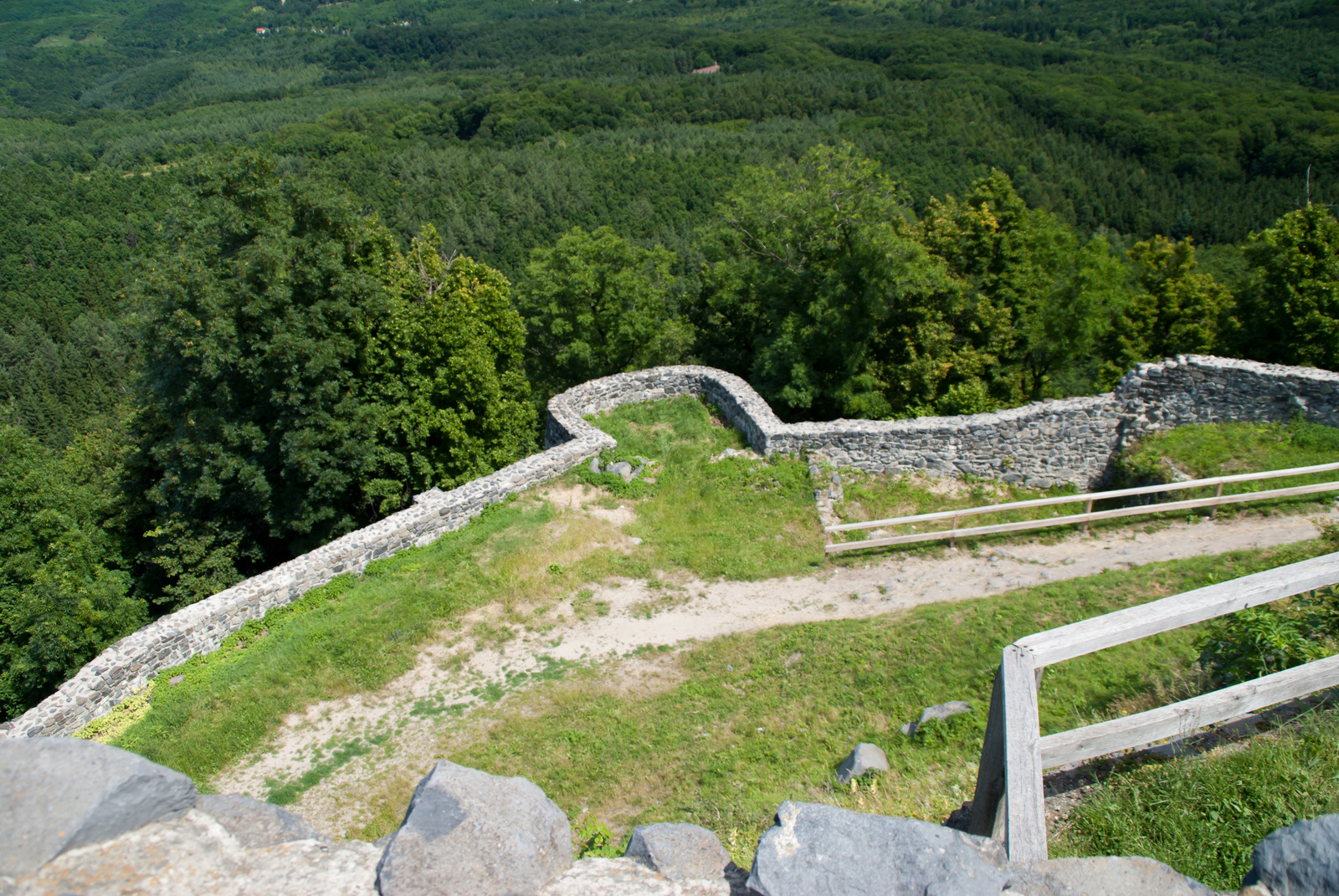
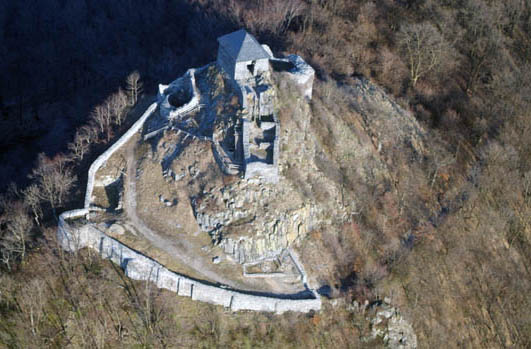
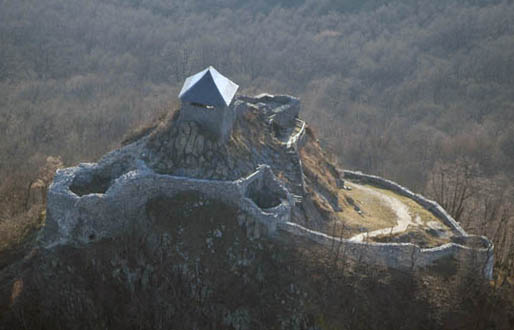
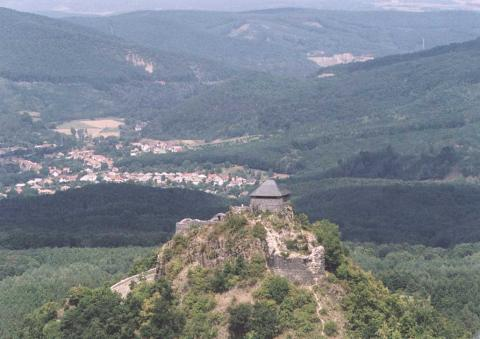
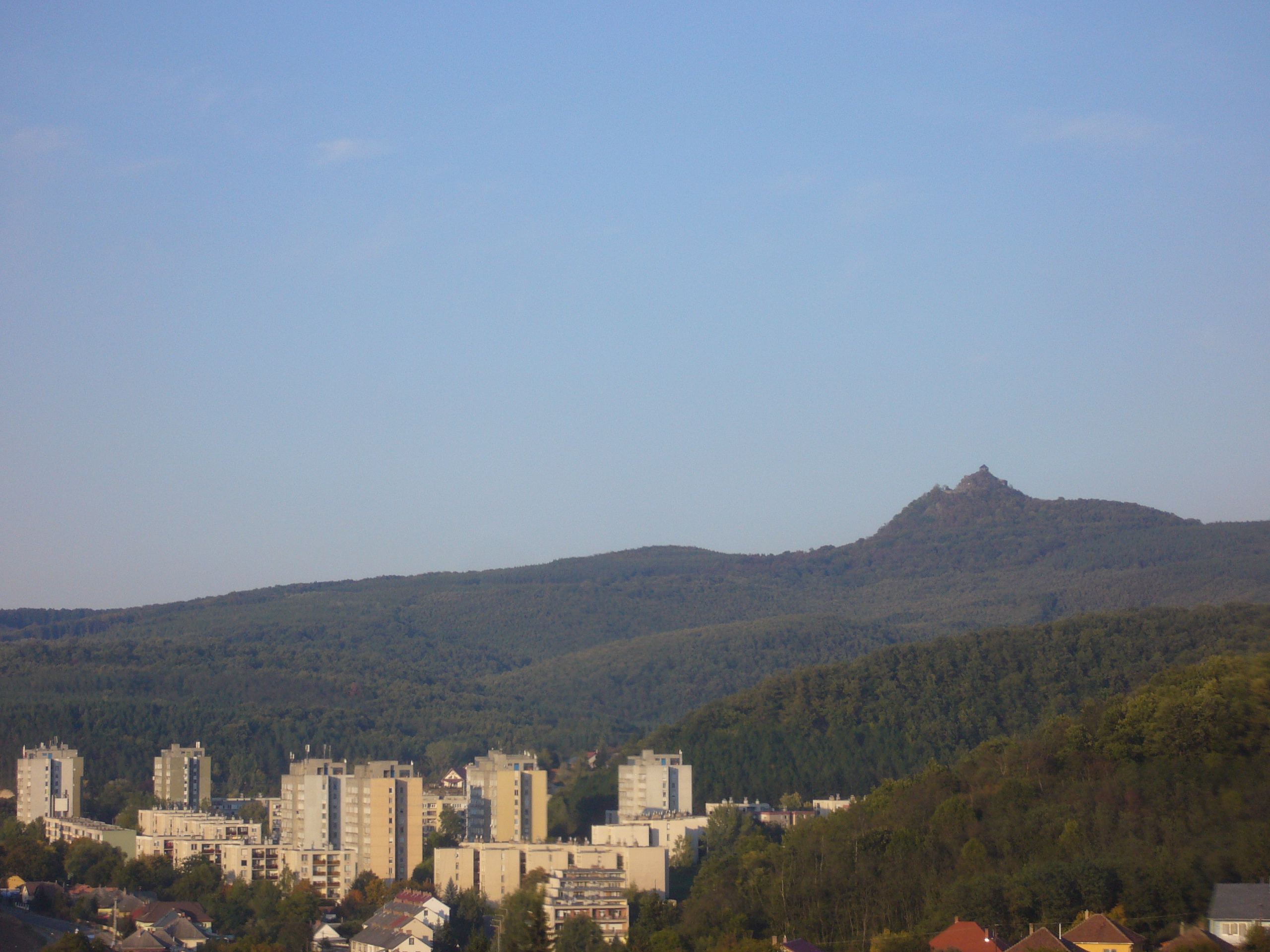
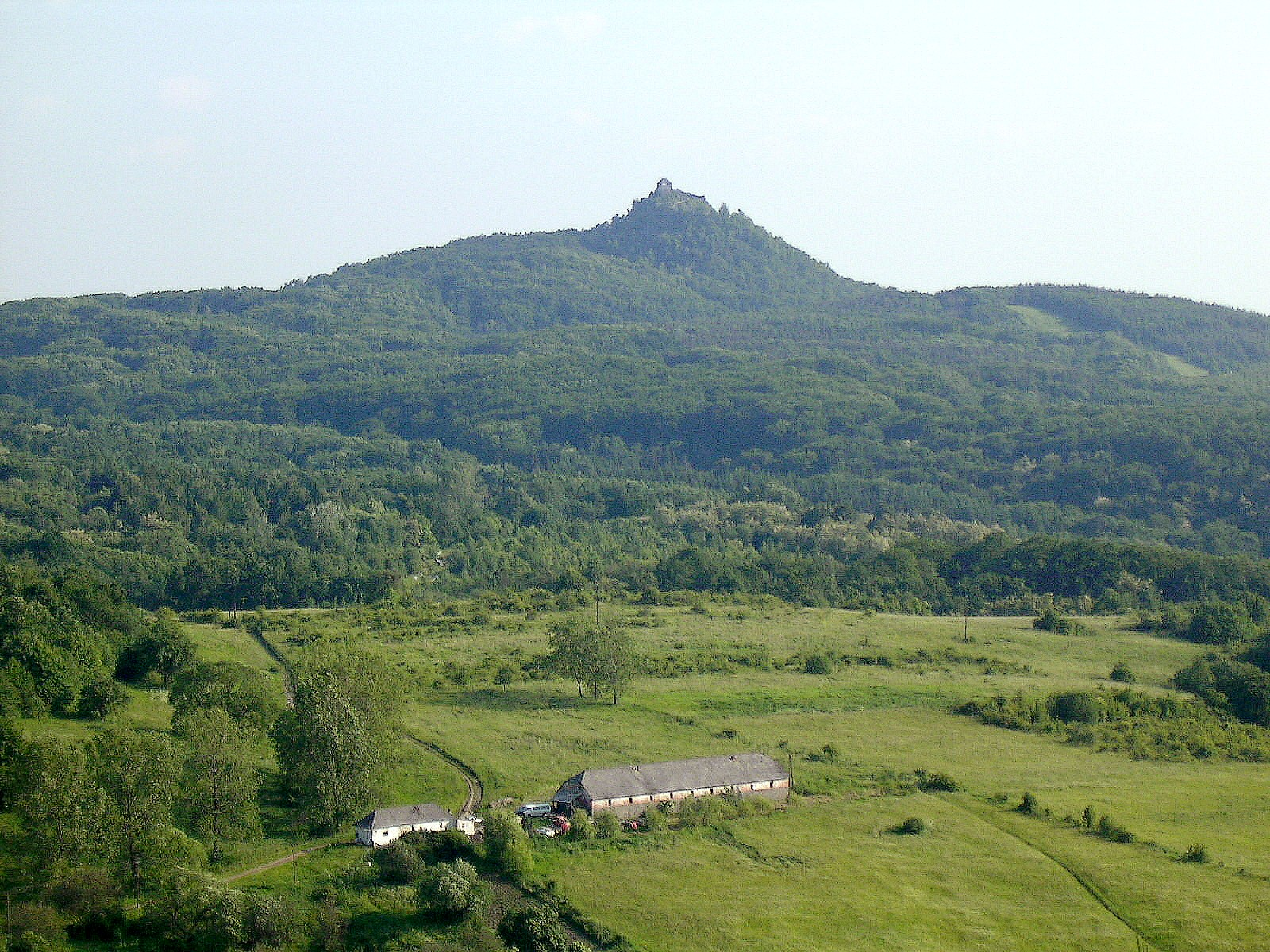
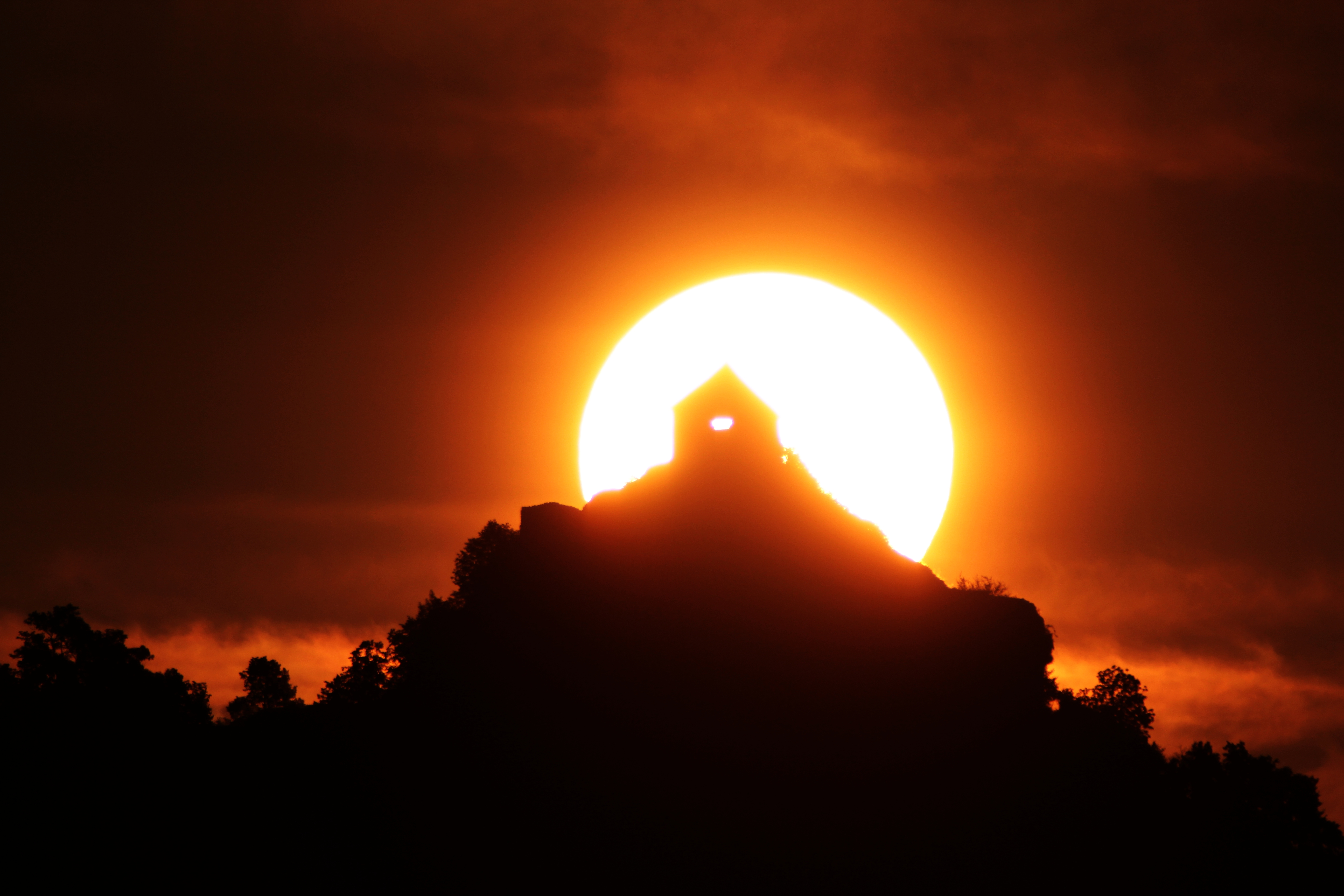

## Külső hivatkozások
- A Salgó vár 3D-ben